# Beziehungen zwischen Schweden und den Vereinigten Staaten
Die Beziehungen zwischen Schweden und den Vereinigten Staaten gehen auf das 18. Jahrhundert zurück, als das Königreich Schweden die Vereinigten Staaten diplomatisch anerkannte. Seitdem haben beide Länder enge und freundschaftliche Beziehungen etabliert und in den USA leben zahlreiche Personen mit schwedischer Abstammung. Während des Kalten Krieges und schon davor verfolgten die Schweden allerdings eine Politik der Neutralität und waren nicht Teil der NATO, auch wenn es inoffiziell zu einer engen Kooperation mit dem westlichen Bündnis kam. Die schwedische Position zum Vietnamkrieg sorgte für Spannungen zwischen beiden Ländern. Auch nach dem Ende des Kalten Krieges behielt Schweden eine unabhängige Außenpolitik bei, so z. B. hinsichtlich des Irakkriegs und der Anerkennung des Staates Palästina. Das Land kooperierte allerdings mit den USA im Krieg in Afghanistan und der Intervention in Libyen. Die schwedische Politik der Blockfreiheit hat das Land dazu veranlasst, im Rahmen eines umfassenden Mandats als Schutzmacht für die Vereinigten Staaten zu fungieren und Washington in Nordkorea in konsularischen Angelegenheiten zu vertreten. Nach dem russischen Angriff auf die Ukraine 2022 gab Schweden allerdings seine langanhaltende Neutralität auf und kündigte an, der NATO beizutreten, was von den USA unterstützt wurde.

## Geschichte

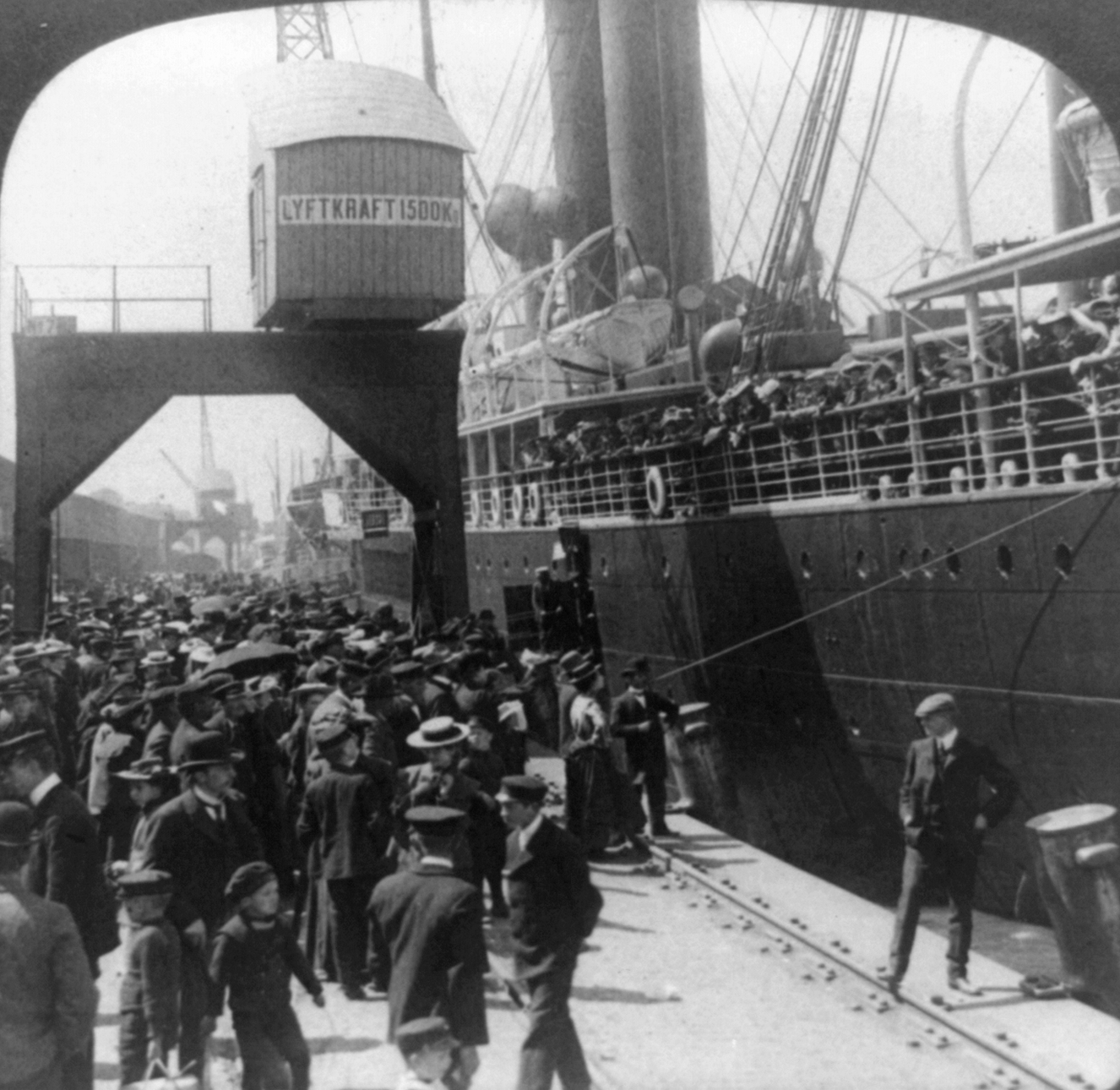
US-Auswanderer in Göteborg (1905)

Die Wikinger waren die ersten Europäer in Nordamerika und Schweden gehörte im 17. Jahrhundert zu den Kolonialmächten in Nordamerika. Die erste schwedische Kolonie an den Ufern des Delaware River wurde 1638 gegründet (siehe Neuschweden). Während des Amerikanischen Unabhängigkeitskrieges dienten einige Schweden auf Seiten der amerikanischen Revolutionäre, wie z. B. Curt von Stedingk und Hans Axel von Fersen. Schweden unter König Gustav III. war das erste Land, das nicht direkt in den amerikanischen Unabhängigkeitskrieg verwickelt war, welches die junge amerikanische Republik anerkannte. Im Jahr 1783 unterzeichneten der Botschafter der Vereinigten Staaten in Paris, Benjamin Franklin, und der schwedische Botschafter, Graf Gustaf Philip Creutz, einen Freundschafts- und Handelsvertrag und die Schweden gehörten zu den Verbündeten der Amerikaner in dem Amerikanisch-Tripolitanischen Krieg gegen den Barbareskenstaat. Während des 19. Jahrhunderts kam es zu einer massenhaften schwedischen Auswanderung in die Vereinigten Staaten, die bis ca. 1930 anhielt. Insgesamt 1,3 Millionen Schweden wanderten aus. Die landwirtschaftlich geprägten Gebiete im westlichen Illinois, Iowa, Minnesota und westlichen Wisconsin bildeten den Kern der ersten schwedischen Siedlungen. Es siedelten aber auch zahlreiche Schweden in Städten wie Chicago, und um 1900 lebten nur in Stockholm mehr Schweden als in Chicago. Die Schweden brachten auch ihre Kultur und Bräuche mit, und bis heute gilt der Mittlere Westen als skandinavisch geprägt, auch wenn die Schweden dort mit der Zeit assimiliert und englischsprachig wurden.
Im 20. Jahrhundert waren die beiden Länder demokratische Verbündete und unterhielten freundschaftliche, wenn auch aufgrund der weiten Entfernung wenig intensive Beziehungen. Schweden bewahrte offiziell Neutralität, belieferte aber im Zweiten Weltkrieg das nahe gelegene NS-Deutschland, was zu einigen Spannungen mit den Alliierten führte. Während des Kalten Krieges trat Schweden nicht der NATO bei und behielt einen neutralen Status zwischen dem Westen und dem Ostblock bei, obwohl seine demokratische und sozialstaatliche Kultur im Allgemeinen eher mit dem Westen übereinstimmte. Für Spannungen sorgte in den 1960er Jahren die Position der Schweden zum Vietnamkrieg. Im Jahr 1968 nahm der damalige schwedische Bildungsminister und spätere Ministerpräsident Olof Palme an einer (vom Schwedischen Komitee für Vietnam organisierten) Demonstration in Stockholm teil. Er protestierte zusammen mit dem nordvietnamesischen Botschafter in der Sowjetunion, Nguyễn Thọ Chân, gegen das Engagement der USA in Vietnam. Schweden war das einzige westliche Land, das amerikanischen Wehrdienstverweigerern offen Asyl gewährte. Nachdem Palme 1972 als Ministerpräsident die Bombardierung Nordvietnams mit den Kriegsverbrechen der Nazis in Verbindung gebracht hatte, wurden die diplomatischen Beziehungen von den USA für ein Jahr eingefroren.

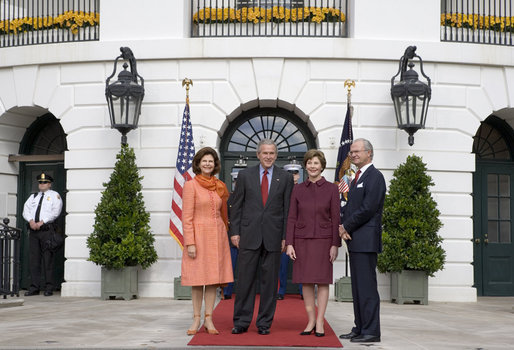
Präsident George W. Bush und Laura Bush begrüßen König Carl XVI. Gustaf und Königin Silvia von Schweden im Weißen Haus (2006)

Die Beziehungen verbesserten sich, als Thorbjörn Fälldin 1976 schwedischer Ministerpräsident wurde, und nach der Ermordung von Olof Palme im Jahr 1986 und der Ernennung von Ingvar Carlsson zum neuen Ministerpräsidenten verbesserten sich die schwedisch-amerikanischen Beziehungen erneut. Carlsson traf 1987 mit Präsident Ronald Reagan zusammen – das erste Mal seit 1961, dass ein schwedischer Premierminister ins Weiße Haus eingeladen wurde. Carlssons Nachfolger als Ministerpräsident, Carl Bildt, besuchte sowohl Präsident George H. W. Bush 1992 als auch Präsident Bill Clinton 1994. Unmittelbar nach den Anschlägen vom 11. September 2001 bekundete die schwedische Regierung ihre Sympathie für die USA und unterstützte die von den USA angeführte Invasion in Afghanistan. Schweden lehnte jedoch die Invasion des Irak im Jahr 2003 ab, die sie als ein Verstoß gegen das Völkerrecht ansahen. Im Jahr 2020 sorgte ein Kommentar von US-Präsident Donald Trump für Irritationen, als er Schwedens Migrationspolitik kritisierte und dabei „sehen Sie sich an, was gestern Abend in Schweden passiert ist“ als Begründung dafür angab. Tatsächlich gab es am Vortag aber keinen nennenswerten Vorfall in Schweden.

## Militärische Beziehungen
Während des Kalten Krieges war Schweden neutral, es kam jedoch zur Zusammenarbeit mit den USA unter der Hand. Schweden hat den USA dabei im Geheimen geholfen, am bekanntesten wohl, als vier schwedische Piloten von den USA mit Medaillen ausgezeichnet wurden, weil sie das streng geheime Spionageflugzeug Lockheed SR-71 Blackbird vor den Sowjets gerettet hatten, als dieses über dem baltischen Meer technische Probleme hatte. Die US-Piloten der SR-71 haben erklärt, dass es zu einer dramatischen Eskalation des Kalten Krieges durch eine internationale Krise hätte kommen können, wenn Schweden nicht eingegriffen und das Flugzeug in Sicherheit gebracht hätte.
Schweden ist Mitglied im Euro-Atlantischen Partnerschaftsrat. Schweden hatte sich mit rund 500 Soldaten an der Internationalen Sicherheitsunterstützungstruppe (ISAF) in Afghanistan beteiligt, die unter dem Kommando der NATO stand. Während des libyschen Bürgerkriegs im Jahr 2011 arbeitete die schwedische Luftwaffe eng mit der NATO und den USA zusammen. Nach dem russischen Angriff auf die Ukraine hat Schweden beschlossen, im Mai 2022 einen Antrag auf Vollmitgliedschaft in der NATO zu stellen.

## Kulturbeziehungen

Schwedische Abstammung in den USA (Zensus 2000)

Eine starke schwedische Migration setzte ab den 1840er Jahren ein und schwedische Amerikaner haben zahlreiche Beiträge zur Kultur Amerikas gemacht, besonders prägend waren sie in Minnesota und anderen Staaten des mittleren Westens. Midsommar wurde ab den 1870er Jahren in den USA gefeiert und um das Jahr 1900 gab es bis zu 1000 schwedischsprachige Zeitungen in den USA. In den USA leben heute 3,8 Millionen Menschen schwedischer Abstammung. Zahlreiche Organisationen haben sich dem Erhalt des schwedisch-amerikanischen Kulturerbes verschrieben, wobei der Swedish Council of America als übergeordnete Dachorganisation fungiert.
Der Anteil der Einwohner in Schweden, der Englisch sprechen kann, ist höher als in den meisten anderen Ländern, die nie zum britischen Empire gehörten. Laut einer Umfrage des Eurobarometer von 2012 können 86 % der Schweden Englisch sprechen. Nach dem Zweiten Weltkrieg ist die US-amerikanische Pop- und Konsumentenkultur in Schweden populär geworden. So haben schwedische Produzenten und Songwriter den Sound der amerikanischen Popmusik maßgeblich geprägt. Einer von ihnen, Max Martin, hat mehr Nummer-eins-Hits für die Billboard Hot 100 geschrieben und produziert als jeder andere amerikanische Songwriter oder Produzent. Schwedische Bands und Künstler wie ABBA, Roxette oder Avicii hatten großen Erfolg in den USA.

## Wirtschaftsbeziehungen
Zwischen den Vereinigten Staaten und Schweden bestehen enge wirtschaftliche Beziehungen. Die Vereinigten Staaten waren 2022 der drittgrößte schwedische Exporthandelspartner, und US-Unternehmen sind die am meisten vertretenen ausländischen Unternehmen in Schweden. Auch zahlreiche schwedische Unternehmen wie H&M, IKEA und Spotify sind in den USA erfolgreich. Das gesamte bilaterale Handelsvolumen lag 2022 bei knapp 25 Milliarden US-Dollar.

## Diplomatische Standorte
- Schweden hat eine Botschaft in Washington, D.C. und ein Generalkonsulat in New York City.
- Die Vereinigten Staaten haben eine Botschaft in Stockholm.

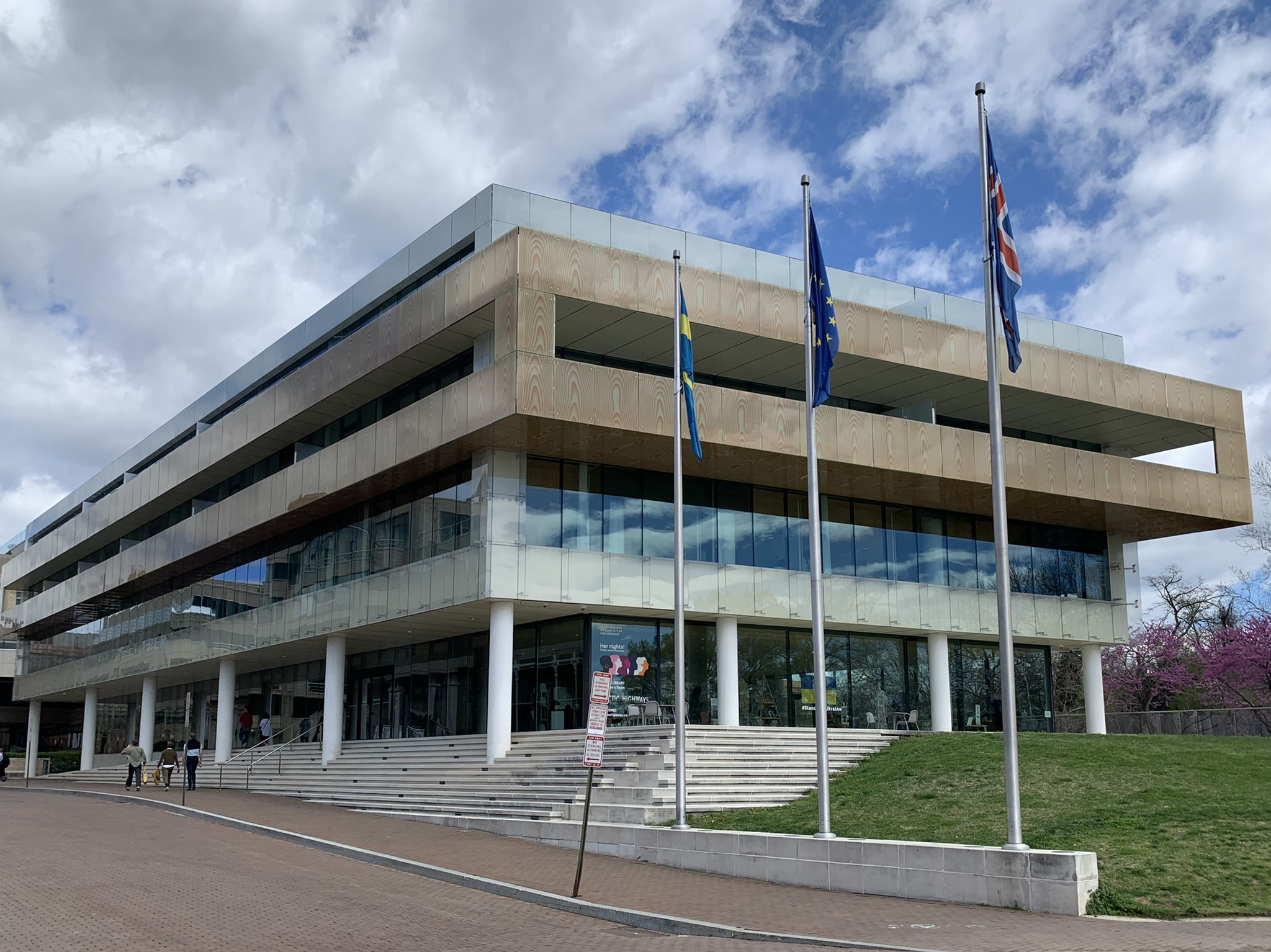
Schwedische Botschaft in Washington, D.C.
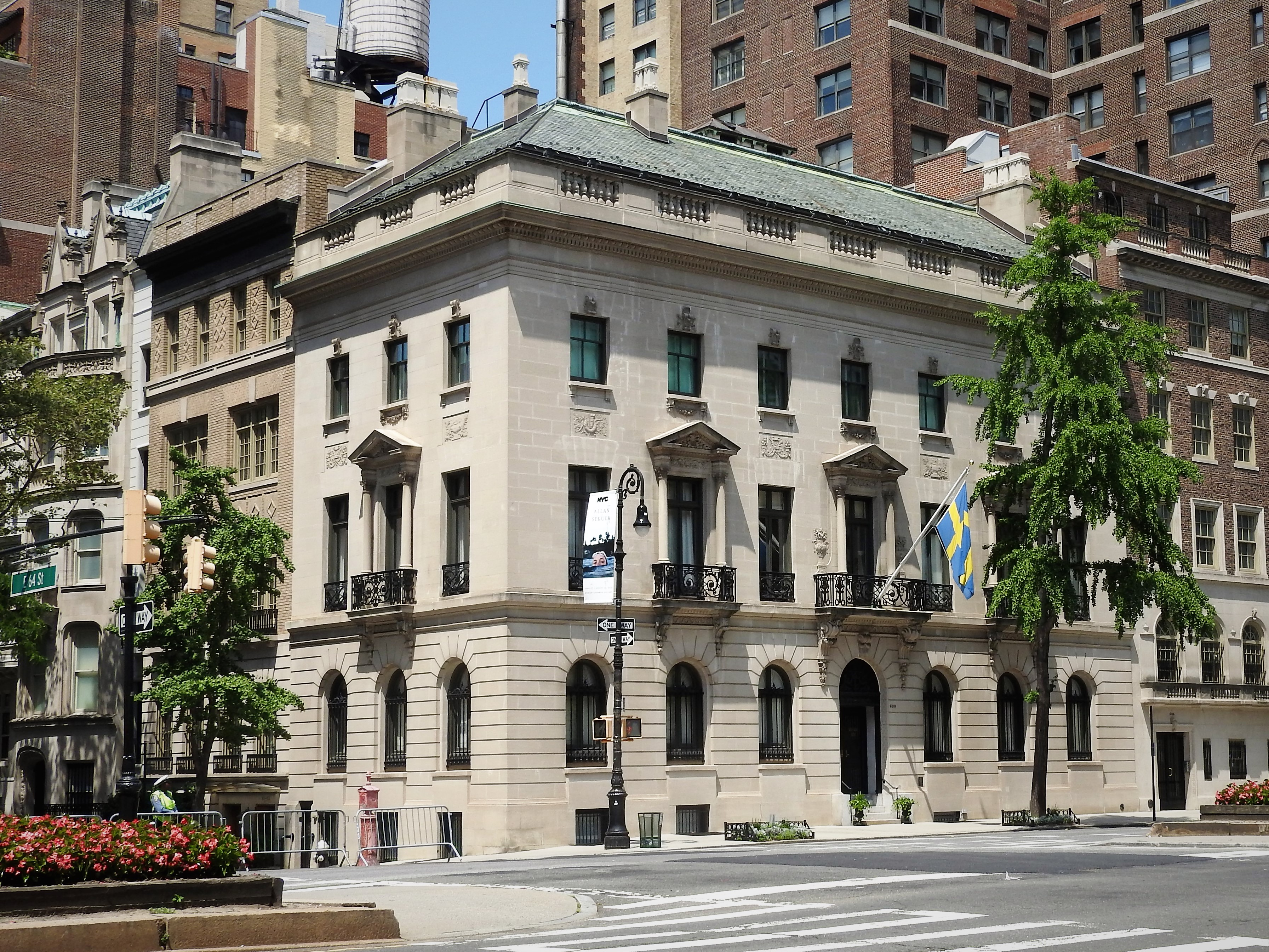
Schwedisches Konsulat in New York
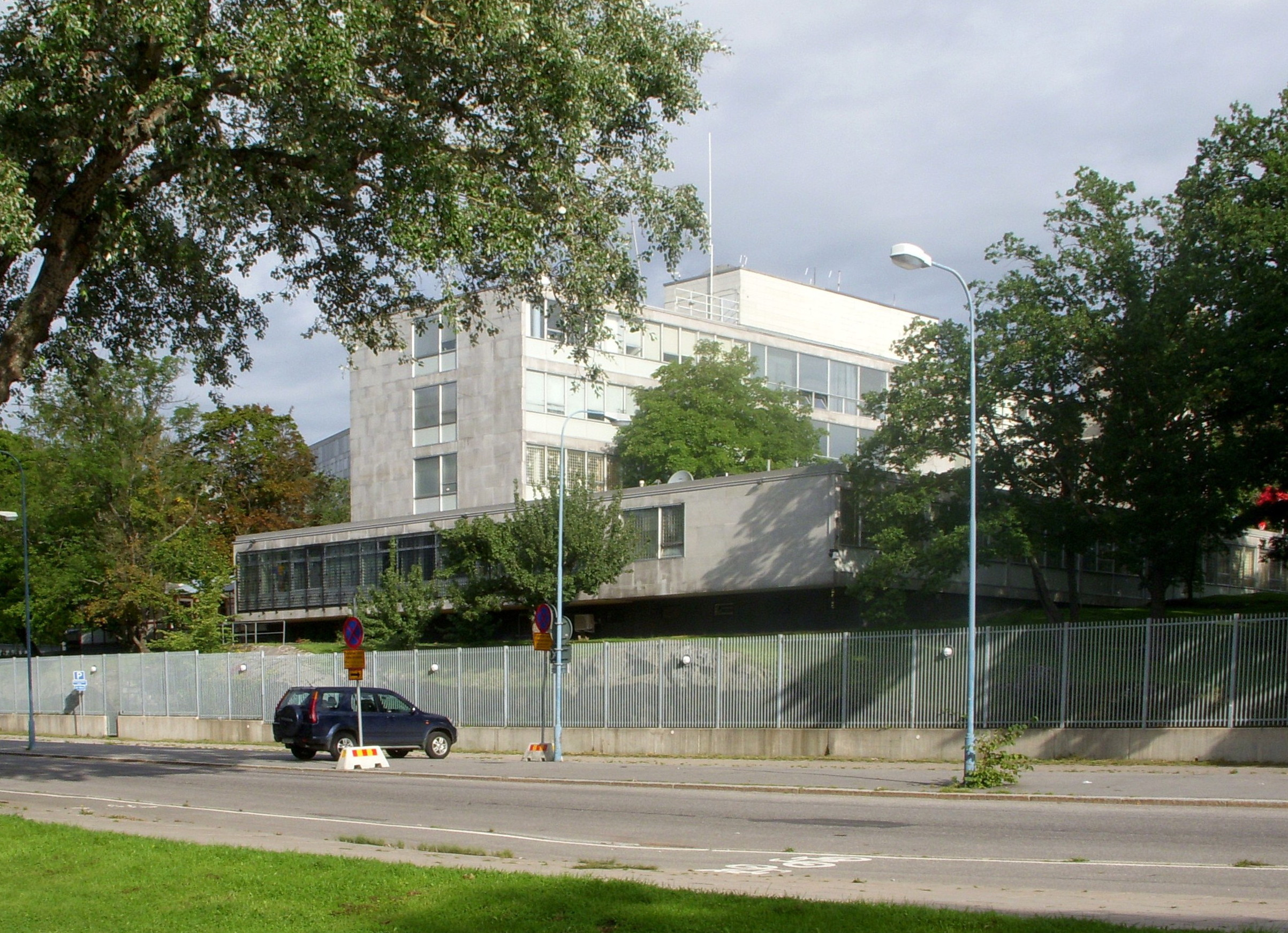
US-Botschaft in Stockholm